# Senatoconsulto Macedoniano
Il senatoconsulto Macedoniano (del tempo di Vespasiano) concesse il rimedio pretorio della relativa exceptio ai filii familias (i sottoposti all'autorità e al potere del pater familias), anche se fossero nel frattempo divenuti sui iuris, attraverso il quale essi potevano annullare le pretese dei creditori che avessero loro prestato denaro a mutuo senza il consenso del pater.
Il filius familias era sempre personalmente obbligato verso la parte con cui aveva contrattato come se fosse pater familias, a meno che avesse contratto un debito ricevendo denaro a mutuo; nel qual caso, con qualche ragionevole restrizione, il senatoconsulto Macedoniano stabilì che il creditore non avesse diritto di reclamare il pagamento anche quando, dopo la morte del padre, il debitore fosse divenuto sui iuris.
Nella situazione precedente il filius rispondeva dei debiti contratti, anche per mutuo, dentro i limiti del peculio ricevuto dal padre; tuttavia i guadagni provenienti dalle attività del Figlio ricadevano nel patrimonio del Pater. Si possono immaginare gli atteggiamenti persecutori dai creditori insoddisfatti. Per il diritto romano civile, infatti, solamente il pater familias, in quanto Cives, cioè cittadino, sui iuris e libero, poteva disporre efficacemente del patrimonio familiare. I figli potevano validamente concludere soltanto negozi vantaggiosi, acquistando al pater (ossia ogni cosa che ricevono entra nel patrimonio familiare, e quindi nella disponibilità del pater), mentre non trovavano tutela le obbligazioni negative.
L'innovazione giuridica prese lo spunto dal fatto di un tale "Macedone" che pensò bene di risolvere la propria situazione debitoria eliminando il padre per ereditarne le sostanze, da qui il relativo senatoconsulto, atto a correggere quella che era divenuta evidentemente una tendenza in preoccupante ascesa.
Eccettuato il caso di un figlio soldato, il padre era sempre riconosciuto, secondo i consueti principii del diritto, proprietario di tutti i guadagni e di qualunque provento dei figli in potestà permanendo la vecchia regola che per i debiti il padre non era obbligato oltre all'ammontare dei beni ricevuti in gestione dai figli (peculium profecticium), a meno che non avesse attivamente tratto profitto dai loro contratti o avesse espressamente o implicitamente autorizzato i figli a stipularli per suo conto.